# Atherigona pallidipes
Atherigona pallidipes är en tvåvingeart som beskrevs av Malloch 1923. Atherigona pallidipes ingår i släktet Atherigona och familjen husflugor. Inga underarter finns listade i Catalogue of Life.